# 1946 en Palestine mandataire
Chronologie de la Palestine
- 1942
- 1943
- 1944
- 1945
- 1946
- 1947
- 1948
- 1949
- 1950

Cette page concerne les évènements survenus en 1946 en Palestine mandataire :

## Évènements
- 1944-1948 : Insurrection juive en Palestine mandataire (en)
- 25 février : Des membres de l'Irgoun et du Lehi font exploser des dizaines d'avions militaires britanniques dans les aéroports de Lydda, Qastina et Sirkin.
- 5 mars : Affaire Birya (en)
- 22 mars : 
  - Le souverain de Transjordanie, l'émir Abdallah Ier, négocie un nouveau traité anglo-transjordanien, en vertu duquel l'émirat de Transjordanie (qui faisait partie du mandat britannique de Palestine) acquiert une indépendance totale et devient le royaume hachémite de Transjordanie.
  - Assassinat de Gotthilf Wagner (en) par la Haganah.
- avril : Grève générale en Palestine.
- 25 avril : Des membres du Lehi tuent sept soldats britanniques qui gardent un parking militaire à Tel Aviv[1].
- 16-17 juin : Nuit des ponts, sabotage d'onze ponts par la Haganah.
- 29 juin : Opération Agatha
- 22 juillet : Attentat de l'hôtel King David, attentat sioniste (bilan : 91 morts - 46 blessés).
- 30 juillet-2 août : Opération Shark (en), opération britannique de contre-terrorisme contre l'insurrection juive.
- 31 juillet : Annonce du plan Morrison–Grady (en),
- 5-6 octobre : 11 points dans le Néguev (en), plan de l'Agence juive visant à établir onze colonies dans le Néguev en 1946, avant la partition de la Palestine et la création de l'État d'Israël[2].
- 31 octobre : Attentat contre l'ambassade britannique à Rome (en), par l'Irgoun
- 29 décembre : Nuit du fouet (en), enlèvements de soldat britannique par les sionistes d'Irgoun.

## Sport
- Saison 1946 de la Première ligue palestinienne (en) (football)
- Ligue de la Palestine (1946-1947) (en) (football)
- Coupe de la Palestine (1946) (en) (football)
- Liga Bet 1946-1947 (en) (football)

## Créations
- Fondation des kibboutzim Ami'ad, Urim, Be'eri, Gal On (en), Hatzerim, Mishmar-Hanegev, Nirim, Shoval, Ein Tzurim (en), Dovrat, Yehiam (en).

## Naissances
- 1er janvier, Nissan Slomiansky, personnalité politique israélienne.
- 7 janvier, Aviem Sella, pilote de chasse israélien.
- 5 février, Amnon Dankner, rédacteur en chef de journal et auteur israélien (mort en 2013).
- 22 février, Motti Mizrachi (en), artiste israélien.

## Décès
- 22 juillet : Edward Sperling (en), écrivain sioniste d'origine russe, humoriste et fonctionnaire du gouvernement du Mandat, tué dans l'attentat à la bombe de l'hôtel King David.